# Pfarrkirche St. Lorenzen bei Scheifling

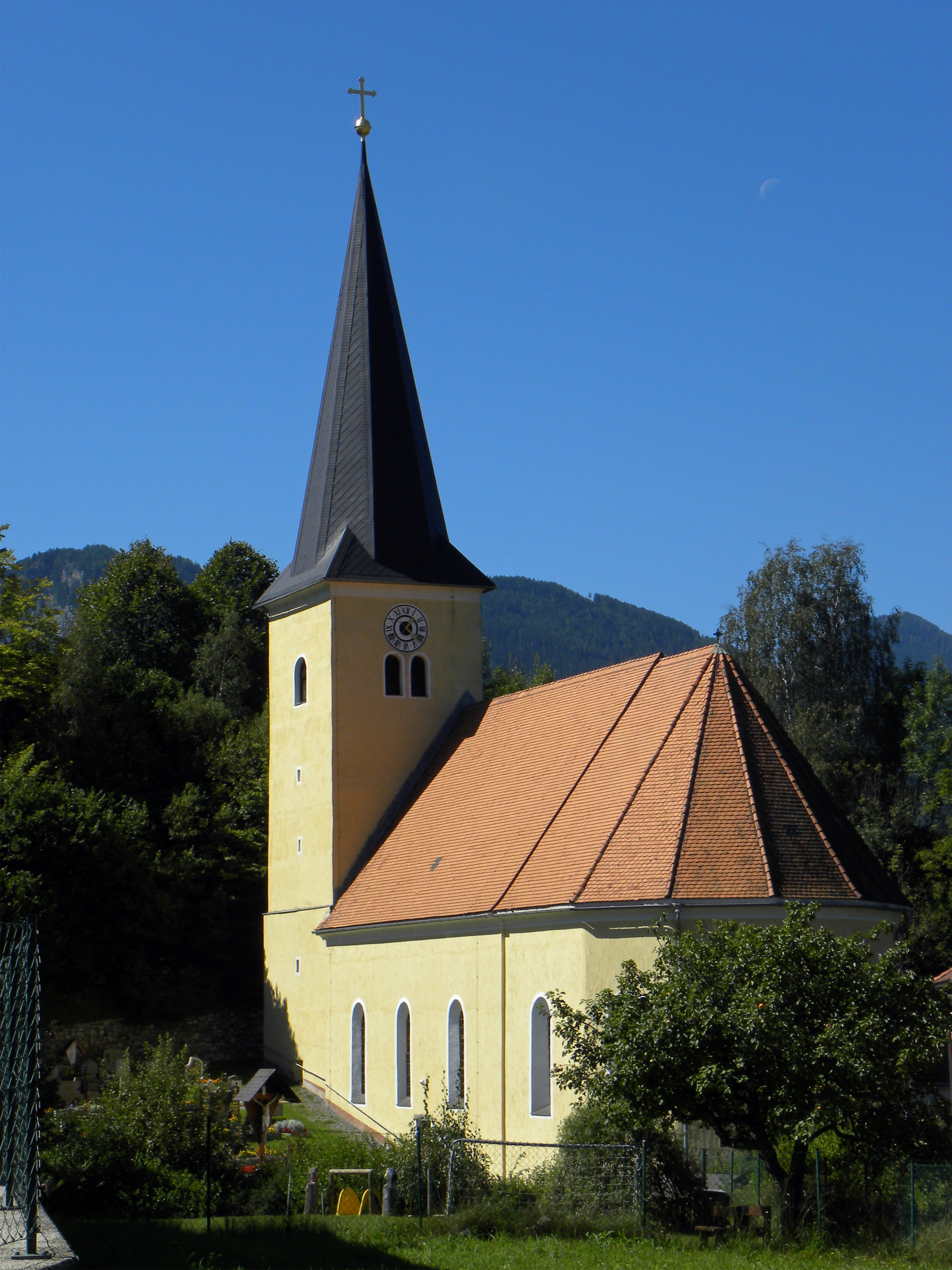
Katholische Pfarrkirche hl. Laurentius in St. Lorenzen bei Scheifling

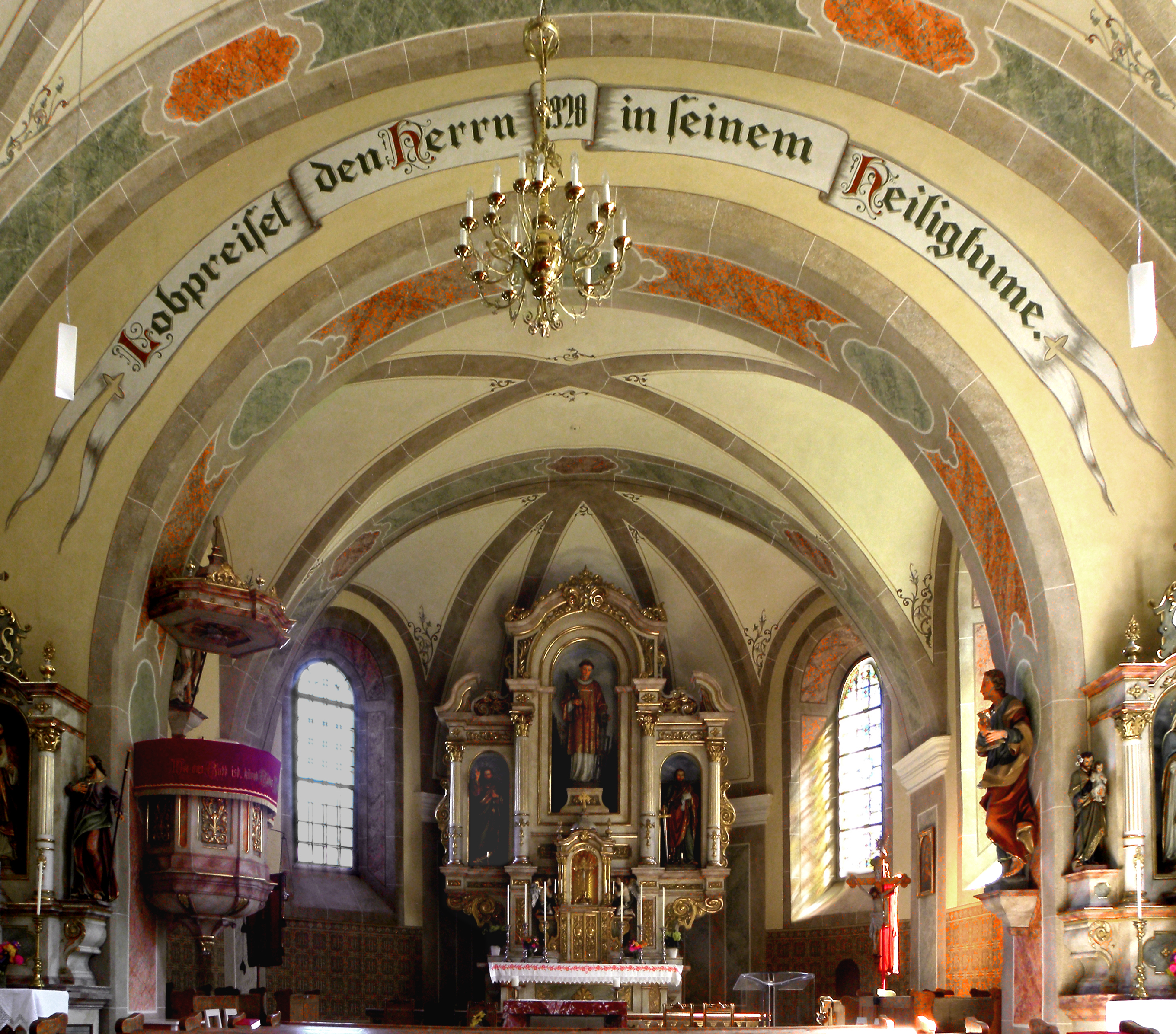
Langhaus, Blick zum Chor

Die römisch-katholische Pfarrkirche St. Lorenzen bei Scheifling steht in der Ortschaft Sankt Lorenzen bei Scheifling in der Marktgemeinde Scheifling im Bezirk Murau in der Steiermark. Die dem Patrozinium Laurentius von Rom unterstellte Pfarrkirche gehört zur Region Obersteiermark West (Dekanat Murau) in der Diözese Graz-Seckau. Die Kirche und der Friedhof stehen unter Denkmalschutz (Listeneintrag).

## Geschichte
Urkundlich ist für St. Lorenzen 1335 erstmals eine Kirche genannt.
Am ehemaligen Chor ist außen am Chorschluss die Jahreszahl 1520 eingemeißelt. Im Jahr 1776 wurde die Kirche umgebaut und nach einem Brand von 1926 wurde sie erneuert.

## Architektur
Im Verhältnis zur Größe des übrigen Gebäudes hat die Kirche einen mächtigen gotischen Westturm mit einem achtseitigen Spitzhelm.
Das Langhaus ist dreijochig. Der eingestellte Fronbogen ist rundbogig. Der einjochige Chor hat einen Dreiachtelschluss. Die flachbogigen Kreuzgratgewölbe ruhen auf Gurten. Die Empore im Westen des Gebäudes ist dreiachsig. 

## Einrichtung
Den Hauptaltar, zwei Seitenaltäre und die Kanzel schuf der Bildhauer Jakob Campidell 1926/1927 in historistischen Formen. Der linke Seitenaltar trägt zwei spätbarocke Statuen der Heiligen Joachim und Joseph, wahrscheinlich von dem Bildhauer Johann Reiter aus dem Ende des 18. Jahrhunderts.
Eine figürliche Kreuzigungsgruppe schuf Balthasar Prandtstätter im zweiten Viertel des 18. Jahrhunderts, auch die Statuen der Heiligen Johannes der Täufer und Johannes Evangelist sind sein Werk. An der Empore befinden sich zwei Statuen der Heiligen Barbara und Katharina aus dem Ende des 17. Jahrhunderts.
Die Orgel schuf Carl Billich 1887; sie wurde 1970 aus Neumarkt hierher übertragen.